# François-Henri Turpin
Pour les articles homonymes, voir Turpin.
François-Henri Turpin, né à Caen en 1709 et mort en 1799, est un historien français.
François-Henri Turpin commence sa carrière comme professeur à l’université de Caen avant de monter à Paris où il se fait remarquer dans les cercles philosophiques, en particulier celui d’Helvétius. Malgré cela, il ne peut gagner sa vie qu’avec difficulté en mettant sa plume au service des libraires. Il a fourni plus de 300 articles sur l’Histoire, en particulier l'histoire de France, au Supplément à l'Encyclopédie.
Il traduit, ou plutôt adapte, de l’anglais, l’Histoire du gouvernement des anciennes républiques  et rédige une suite à l’Histoire des révolutions d’Angleterre de l’historien jésuite Pierre-Joseph d'Orléans.
Son Histoire civile et naturelle du royaume de Siam est une adaptation intéressante mais approximative des observations d’un ecclésiastique apostolique ayant vécu pendant longtemps dans ce pays mais qui a accusé Turpin d’avoir mal rendu ses idées. Son œuvre principale, La France illustre, ou le Plutarque français, contient la biographie de généraux, de ministres et d’éminents avocats, dont La Harpe a dit qu’elle n’était « ni française ni de Plutarque. »

## Ouvrages
- Histoire du gouvernement des anciennes républiques, où l’on découvre les causes de leur élévation et de leur dépérissement (1769). D’après Edward Wortley Montagu (1713-1776), Reflections on the Rise and Fall of the Antient Republicks (1759).
- Histoire universelle imitée de l’anglois (4 volumes, 1770-1771)
- Voyage à Ceilan, ou les Philosophes voyageurs, ouvrage publié par Henriquès Pangrapho, maître es-arts de l’Université de Salamanque (1770). Nouvelle édition augmentée sous le titre : Les Philosophes aventuriers (1780).
- La France illustre, ou le Plutarque français, contenant les éloges historiques des généraux et grands capitaines, des ministres d’État et des principaux magistrats (5 volumes, 1775-1790)
- Histoire civile et naturelle du royaume de Siam et des révolutions qui ont bouleversé cet empire jusqu’en 1770, publiée par M. Turpin sur des manuscrits qui lui ont été communiqués par M. l’évêque de Tabraca et autres missionnaires de ce royaume (2 volumes, 1771)
- Histoire de l’Alcoran où l’on découvre le système politique et religieux du faux-prophète, et les sources où il a puisé sa législation (2 volumes, 1775): description du Coran, de la vie de Mohammed et de la législation musulmane, compilée à partir de sources secondaires: Du Ryer, Marracci, D’Herbelot, Sale, Reland, Boulainvilliers, Jean Gagnier, etc.
- Histoire de la vie de Mahomet, législateur de l’Arabie (3 volumes, 1779)
- Les Fastes, ou Tableau historique de la marine française (1784)
- Histoire des révolutions d’Angleterre pour servir de suite à celles du Père d’Orléans (2 volumes, 1786)
- Histoire de Louis de Gonzague, duc de Nevers, pair de France, contenant les principaux événements de la Ligue (1788)
- Histoire des illustres François sortis du ci-devant tiers-état, dédiée à l’Assemblée nationale. Avec un Discours sur les avantages et les abus de la noblesse héréditaire (2 volumes, 1792)

## Sources
- (en) « François-Henri Turpin », dans Encyclopædia Britannica [détail de l’édition], 1911 (lire sur Wikisource).